# 1258
Năm 1258 là một năm trong lịch Julius.

## Sự kiện
Nhà Trần đánh bại quân Mông Nguyên lần thứ nhất

## Mất
- Trần Kiện